# توماس ديكين
توماس ديكين (1790 - ) (بالإنجليزية: Thomas Deakin)‏ هو لاعب كريكت بريطاني.

## وصلات خارجية
- توماس ديكين على موقع إي آس بي آن كريك إنفو (الإنجليزية)